# ОШ „Вук Караџић” Доњи Вијачани
Основна школа „Вук Караџић“ у Доњим Вијачанима смјештена је на четрнаестом километру на путу од Прњавора према Челинцу, на надморској висини од 270 метара. 

## Историја
Почела је да ради 15. августа 1931. и прве године похађало ју је 45 ученика. Прва учитељица је била Анђелка Медак. Затворена је 1941, а у прољеће 1944. спаљена. По завршетку рата изграђена је нова школска зграда, са двије учионице и станом за учитеље. Већ 1948. наставу су похађала и дј еца из околних села, па је постојећа школа постала преоптерећена. Исте године почела је градња задружног дома, који је касније прилагођен потребама школе. Нова школска зграда саграђена је 1961. године. Исте године школа је постала осмогодишња и добила је назив ОШ "Вид Њежић". Шездесетих година школу је похађало око 1.400, а школске 1973/1974. - 1.123 ученика. Ова бројност задржала се до краја седамдесетих година, а отад број ученика опада. У оквиру програма "1.000 школа у Босни и Херцеговини" изграђена је нова школска зграда, у којој је 15. септембра 1981. почела настава. Школа је 1991. имала 307 ученика и добила је назив ОШ "Вук Караџић". Школске 20072008. похађала су је 302 ученика (са подручним одјељењима), а 2015/2016. имала је 187 ученика, 25 наставника и два вјероучитеља православне вјеронауке. У њеном саставу радиле су петогодишње подручне школе у селима: Вршани (отворена 1948), Горња Мравица (1949) и Дренова (1958). Раније је у њеном саставу било и подручно одјељење у Брезику (отворено 1962), које је угашено 1988. због малог броја ученика. Школа има спортску дворану, спортске терене и воћњак. Ђачка библиотека броји више од 7.000, а наставничка више од 1.200 књига.